# Caranx vinctus
Caranx vinctus es una especie de peces de la familia Carangidae en el orden de los Perciformes.

## Morfología
Los machos pueden llegar alcanzar los 37 cm de longitud total.

## Distribución geográfica
Se encuentra desde las  costas de la Baja California hasta el Perú.